# 대한민국 우주항공청
우주항공청(宇宙航空廳, Korea AeroSpace Administration; KASA)은 우주항공기술의 확보, 우주항공산업의 진흥 및 우주위험의 대비에 관한 사무를 관장하는 대한민국의 중앙행정기관이다. 청장은 차관급 정무직공무원으로, 차장은 고위공무원단 가등급에 속하는 일반공무원으로 보한다.

## 역사

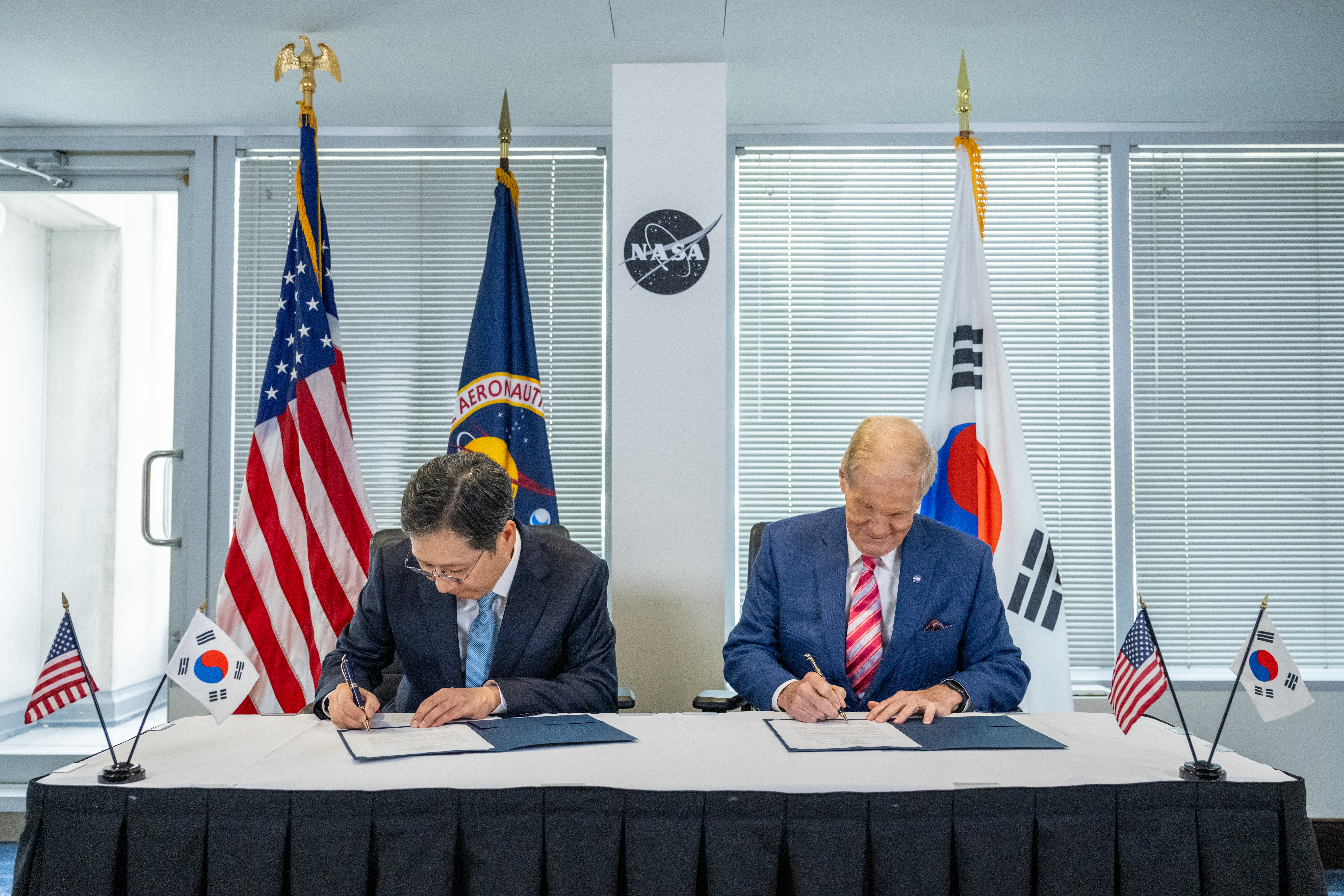
미국 NASA와의 우주·항공 활동 협력 공동성명서 체결식

2024년 5월 27일에 과학기술정보통신부의 산하 외청으로 설립되었으며, 우주항공청 출범과 함께 한국항공우주연구원과 한국천문연구원이 우주항공청의 산하 법인으로 편입되었다.
항공청은 경상북도 사천시 사남면 소재의 아론비행선박산업 건물을 리모델링하여 임시청사 체제로 출범하였다. 2025년 2월 25일, 국가우주위원회에서 우주항공국가산업단지 사천지구가 신청사 최종 입지로 선정되었으며, 2030년까지 신청사 이전을 목표로 2027년부터 공사가 추진될 예정이다.

## 목적과 사무
"우주항공기술의 개발을 통하여 혁신 기술을 확보하고 우주항공산업을 진흥하며 우주 위험으로부터 국민을 보호하기 위한 정책 및 사업 등을 추진한다"— 『우주항공청 설치 및 운영에 관한 특별법』 제1조 (우주항공청 설립 목적)

우주항공 관련 정책의 수립과 조정, 우주항공 분야 연구개발 및 핵심기술 확보, 우주자원의 개발 및 활용, 우주항공산업의 육성 및 진흥, 우주항공 관련 민군협력 및 국제협력, 우주항공 분야 인재 육성과 저변 확대— 『우주항공청 설치 및 운영에 관한 특별법』 제7조 (우주항공청 기능)

- 우주항공 관련 정책의 수립과 조정에 관한 사무
- 우주항공 분야 연구개발 및 핵심기술 확보에 관한 사무
- 우주자원의 개발 및 활용에 관한 사무
- 우주항공산업의 육성 및 진흥에 관한 사무
- 우주항공 관련 민군(民軍)협력 및 국제협력에 관한 사무
- 우주항공 분야 인재 육성과 저변 확대에 관한 사무
- 천문현상 및 우주환경의 관측과 연구에 관한 사무
- 태양 흑점, 지구자기장 등 우주환경의 변화로 발생하는 재난과 우주공간에 있는 우주물체의 추락, 충돌 등에 따른 위험에의 대비에 관한 사무
- 「우주개발 진흥법」 제6조제1항에 따른 국가우주위원회의 운영 및 지원에 관한 사무
- 우주자산의 관리 및 우주안보에 관한 사무로서 우주항공청장이 관계 중앙행정기관의 장과 협의하여 정하는 사무(국가안보 관련 외교 사항과 순수 국방 목적 관련 사항은 제외)

## 조직
| 국                             | 담당관실·과                                                                    |
| 청장 산하 하부조직             | 청장 산하 하부조직                                                             |
| ------------------------------ | ------------------------------------------------------------------------------ |
|                                | 대변인실                                                                       |
| 차장 산하 하부조직             |                                                                                |
| 기획조정관실                   | 기획재정담당관실ㆍ행정법무담당관실ㆍ국제협력담당관실ㆍ정보화담당관실           |
|                                | 감사담당관실ㆍ운영지원과ㆍ인사과                                               |
| 우주항공정책국                 | 우주항공정책과ㆍ우주항공문화인력양성과ㆍ우주위험대응과                         |
| 우주항공산업국                 | 우주항공산업정책과ㆍ우주항공서비스개발과ㆍ우주항공산업기반과                   |
| 우주항공임무본부 산하 하부조직 |                                                                                |
|                                | 임무지원단                                                                     |
| 우주수송부문                   | 우주수송임무설계프로그램ㆍ우주수송임무보증프로그램ㆍ재사용발사체프로그램       |
| 인공위성부문                   | 인공위성임무설계프로그램ㆍ인공위성임무보증프로그램ㆍ한국형위성항법개발프로그램 |
| 우주과학탐사부문               | 우주과학탐사임무설계프로그램ㆍ우주과학탐사임무보증프로그램ㆍ달착륙선프로그램   |
| 항공혁신부문                   | 항공혁신임무설계프로그램ㆍ항공혁신임무보증프로그램ㆍ미래항공기프로그램         |

### 소속기관
- 청장의 관장 사무를 지원하는 기관
  - 국가위성운영센터, 우주환경센터

## 업무
항공청은 2025년을 재사용발사체 개발 원년으로 선포하고 관련 연구개발(R&D) 사업에 착수하였다. 2025년 1월 3일, 재사용발사체 개발을 위한 제1차 기획과제 착수 회의가 대전에서 있었으며, 회의에는 정부와 연구기관, 대학 등 관련 전문가 7명이 참석하였다.

### 2025년
2025년 1월 21일, 2025년도 우주항공청 업무계획이 발표되었다. 국가우주위원회 및 항공우주개발정책심의회를 분기별 평균 1회 개최하여 운영을 활성화하기로 하였다. 또한, 5월 27일 '제1회 우주항공의 날'을 개최하기로 하였다. 우주항공경제 생태계를 조성하기 위하여 우주항공산업 핵심 소재·부품 국산화 지원, 민간 기업의 산업 진입을 돕는 위성개발 매뉴얼 개발, 우주 소자·부품의 검증용 위성개발 로드맵 제시, 우주항공 펀드 활성화, 규제 개선, 스타트업 생태계 조성 등의 정책을 추진하기로 하였다.

## 예산
| 회계연도 | 예산       | 증감              | 비고  |
| -------- | ---------- | ----------------- | ----- |
| 2024년   | 7,598억 원 | –                 |       |
| 2025년   | 9,649억 원 | 2,051억 원 (+27%) | [ 8 ] |

## 같이 보기
- 우주항공청장
- 대한민국 과학기술정보통신부
- 대한민국의 우주 개발
- 한국항공우주연구원
- 한국천문연구원
- 우주산업

### 참조주
1. ↑  「우주항공청과 그 소속기관 직제」 별표 1
2. ↑  우주항공청, 과기부 소속으로…항우연·천문연 편입 확정
3. ↑  “임시 청사 입주 우주항공청, 신청사 입지 결정 초읽기”. 《서울경제》. 2024년 12월 13일.
4. ↑  “'우주항공 랜드마크' 우주청 신청사 사천 우주항공산단에 건립”. 《연합뉴스》. 2025년 2월 25일.
5. ↑  “스페이스X 독주 깨질까…제프 베이조스 도전장 던졌다”. 조선비즈. 2025년 1월 6일.
6. ↑  “"민간 주도 재사용발사체 개발 원년"…우주청, 체계모델 연구 추진”. 뉴시스. 2024년 1월 3일.
7. ↑  “하반기 누리호 4호 발사…우주청, 우주 경제 생태계 조성 시작”. 동아일보. 2025년 1월 21일.
8. ↑  “우주청 내년 예산 9천649억원 편성…올해보다 27%↑”. 《연합뉴스》. 2024년 8월 28일.